# Voordeelregel
De uitdrukking voordeelregel is een term uit diverse sporten, waaronder voetbal, hockey, floorball, handbal en korfbal.
De 'regel' houdt in dat de scheidsrechter het spel door kan laten gaan, wanneer het team waartegen een overtreding werd begaan, hieruit voordeel kan trekken. Dit is bijvoorbeeld het geval als de ploeg in een kansrijke positie komt om te scoren of om een aanval op te zetten. De scheidsrechter kan het spel na enkele seconden alsnog onderbreken als het beoogde voordeel achterwege blijft. 
Het toepassen van de voordeelregel houdt niet in dat een speler die een overtreding begaat waar een disciplinaire straf op zijn plaats is (bijvoorbeeld een gele of rode kaart), niet kan worden bestraft. Zodra het spel 'dood' is, kan de scheidsrechter de speler alsnog bestraffen. De scheidsrechter zal in de praktijk het spel direct onderbreken bij een overtreding waar 'rood' op staat.
De scheidsrechter is niet verplicht de voordeelregel toe te passen.

## Opmerkelijk
Tijdens de wedstrijd PSV-Ajax op 18 maart 2007 maakte scheidsrechter Eric Braamhaar na de 1-5 van Ajacied Kenneth Pérez een handgebaar, waaruit sommige mensen opmaakten dat hij juichte voor het doelpunt. Braamhaar gaf als verklaring dat hij het 'kicken' vond dat de voordeelregel, die hij had toegepast, goed was uitgevallen.